# Manuel Rojas (líder da independência)
Comandante Manuel Rojas (1831 — 14 de outubro de 1903) foi um comandante venezuelano do Exército de Libertação de Porto Rico, foi um dos principais líderes da revolta Grito de Lares contra o domínio espanhol em Porto Rico.

## Primeiros anos
Rojas (nome de nascimento: Manuel Rojas Luzardo) nasceu na cidade de Obispos, no estado de Barinas, na Venezuela, de pai porto-riquenho e mãe venezuelana. Lá ele recebeu sua educação primária (ensino fundamental) e secundária (ensino médio). Rojas era um lavrador dedicado e quando tinha guardado dinheiro suficiente se mudou para Valência, Espanha, onde se tornou empresário bem-sucedido. No início do século XIX a economia venezuelana estava em crise devido às guerras internas. Rojas decidiu ir a Porto Rico, onde conheceu e se casou com Obdulia de los Ríos.
A família Rojas se mudou perto da vila de Lares onde se estabeleceu. A região era montanhosa e sua renda principal vinha da colheita do café. Rojas e seu irmão, Miguel eventualmente compraram e cultivaram uma plantação de café de trezentos acres (1,2 km²). A plantação bem-sucedida foi chamada de "El Triunfo", e ambos se tornaram ricos comerciantes. Seu irmão Miguel conheceu Mariana Bracetti durante uma viagem de negócios à Añasco. Miguel e Mariana se casaram e se mudaram para "El Triunfo", onde o Rojas viveu.

## Movimento de independência de Porto Rico

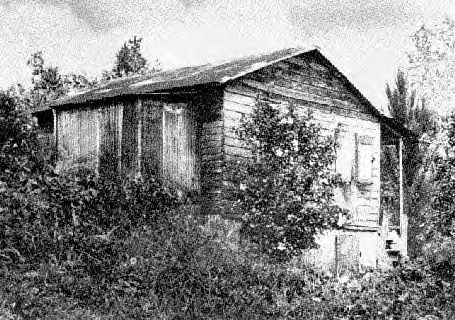
A casa de Miguel Rojas em 1965.

Rojas admirava o médico porto-riquenho Ramón Emeterio Betances e, junto com seu irmão Miguel, se juntou ao advogado em sua luta pela independência de Porto Rico. O "Comitê da Revolução de Porto Rico" foi formado e dirigido por Betances e Segundo Ruiz Belvis, que estavam exilados, da República Dominicana. Várias células revolucionárias foram formadas nas vilas e cidades na parte ocidental da ilha; elas foram apoiar a invasão armada da República Dominicana, planejada por Betances.
Duas das mais importante células foram a de Mayagüez, cujo líder era Mathias Brugman, e codinome "Capa Prieta"; e a de Lares, codinome "Centro Bravo", liderado por Manuel Rojas. O "Centro Bravo" foi o principal centro de operações e estava localizado no cafezal de Rojas. Manuel Rojas foi nomeado "Comandante do Exército de Libertação", por Betances. Mariana bracetti (esposa de Miguel) foi nomeada "Líder do Conselho Revolucionário de Lares". A pedido de Betances, Bracetti conduziu a bandeira revolucionária de Lares, conhecida como "La Bandeira de Lares".
O Comitê Revolucionário nomeou doze dos seus membros generais da revolução. Eles foram:
- Manuel Rojas, Comandante em chefe do Exército de Libertação
- Andres Pol, General de divisão
- Juan de Mata Terraforte, General de divisão
- Joaquín Parrilla, General de divisão
- Nicolás Rocafort, General de divisão
- Gabino Plumey, General de divisão
- Dorvid Beauchamp, General de divisão
- Mathías Brugman, General de divisão
- Rafael Arroyo, General de divisão
- Francisco Arroyo, General de divisão
- Pablo Rivera, General da Cavalaria
- Abdón Pagán, General da Artilharia

As autoridades espanholas descobriram sobre o plano e foram capazes de confiscar o navio armado que Betances teve, antes de chegar em Porto Rico. O prefeito da cidade de Camuy, Manuel González (também passou a ser o líder da célula revolucionária da cidade) foi preso e acusado de traição. González chegou a ouvir que o exército espanhol estava ciente do plano de independência. Em seguida, ele escapou e foi capaz de avisar ao Manuel Rojas.

## O Grito de Lares
Devido a este evento, os revolucionários decidiram começar a revolução logo que possível e definiram a data para 23 de setembro de 1868.[carece de fontes?]